# Neoclytus irroratus
Neoclytus irroratus es una especie de escarabajo longicornio del género Neoclytus, tribu Clytini, subfamilia Cerambycinae. Fue descrita científicamente por LeConte en 1858.

## Descripción
Mide 10-20 milímetros de longitud.

## Distribución
Se distribuye por Estados Unidos, Guatemala, México y Honduras.